# Jelànnoie
Jelànnoie (en rus: Желанное) és un poble de l'óblast de Vorónej, a Rússia, segons el cens del 2010 tenia 301 habitants.